# Hendrik De Villiers
Hendrik De Villiers (* 22. Dezember 1981 in Pretoria) ist ein ehemaliger südafrikanischer Triathlet.

## Werdegang
De Villiers begann im Alter von 18 Jahren mit dem Triathlon. Seinen ersten größeren Erfolg feierte er 2004 mit dem achten Platz bei der auf Madeira ausgetragenen Juniorenweltmeisterschaft und stand am Ende des Jahres erstmals unter den ersten 100 der Weltrangliste der ITU. Im Jahr darauf errang er bei der Afrikameisterschaft in KwaZulu-Natal die Silbermedaille und landete 2006 bei den Commonwealth Games auf Rang zehn.
Mit dem Gewinn der Afrikameisterschaft und seinem ersten Sieg bei einer Weltcupveranstaltung wurde 2007 dann zu seiner bislang erfolgreichsten Saison. Im März 2008 sicherte sich De Villiers in Hammamet mit der Titelverteidigung bei den Afrikameisterschaften einen Startplatz bei den Olympischen Sommerspielen in Peking.
Seit 2012 tritt er nicht mehr international in Erscheinung.

## Sportliche Erfolge
| Datum/Jahr    | Rang | Wettbewerb                                       | Austragungsort | Zeit     | Bemerkung                                                                        |
| ------------- | ---- | ------------------------------------------------ | -------------- | -------- | -------------------------------------------------------------------------------- |
| 31. März 2012 | 7    | ITU Triathlon African Cup                        | Le Morne       | 02:07:31 | hinter Richard Murray                                                            |
| 20. März 2011 | 5    | ITU Triathlon African Cup                        | Port Elizabeth | 01:58:39 |                                                                                  |
| 9. Mai 2010   | 3    | ATU Afrika-Meisterschaften Triathlon Kurzdistanz | Durban         |          |                                                                                  |
| 11. Sep. 2010 | 22   | ITU World Championship Series 2010               | Budapest       | 01:44:24 | beim 7. und letzten Rennen der Serie                                             |
| Juli 2010     | 26   | ITU World Championship Series 2010               | London         | 01:43:57 | 5. Rennen der Seri                                                               |
| 17. Juli 2010 | 36   | ITU World Championship Series 2010               | Hamburg        | 01:45:53 | im vierten Rennen                                                                |
| 19. Aug. 2008 |      | Olympische Sommerspiele 2008                     | Peking         |          |                                                                                  |
| 5. Juni 2008  | 13   | ITU Triathlon World Championships                | Vancouver      |          |                                                                                  |
| 8. März 2008  | 1    | ATU Afrika-Meisterschaften Triathlon Kurzdistanz | Hammamet       |          |                                                                                  |
| 2008          | 10   | ETU Triathlon European Championships             | Lissabon       |          |                                                                                  |
| 2008          | 3    | DTU Deutsche Triathlon-Meisterschaft             | Gelsenkirchen  |          | auf der Kurzdistanz                                                              |
| 31. März 2007 | 1    | ATU Afrika-Meisterschaften Triathlon Kurzdistanz | Le Coco Beach  | 01:46:53 |                                                                                  |
| 2007          | 5    | ETU Triathlon European Championships             | Kopenhagen     |          |                                                                                  |
| 2007          | 2    | DTU Deutsche Triathlon-Meisterschaft             | München        |          | auf der Kurzdistanz                                                              |
| 3. Sep. 2006  | 13   | ITU Triathlon World Championships                | Lausanne       |          |                                                                                  |
| 6. Aug. 2006  | 1    | London Triathlon                                 | London         | 01:45:35 |                                                                                  |
| 18. März 2006 | 10   | Commonwealth Games 2006                          | Melbourne      |          | über die olympische Distanz (1,5 km Schwimmen, 40 km Radfahren und 10 km Laufen) |
| Apr. 2005     | 2.   | ATU Afrika-Meisterschaften Triathlon Kurzdistanz | KwaZulu-Natal  |          |                                                                                  |
| 2005          | 14   | ITU Triathlon World Championships                | Gamagori       |          |                                                                                  |
| 2004          | 22   | ITU Triathlon World Championships                | Madeira        |          | Triathlon-Weltmeisterschaft über die olympische Distanz                          |
| 2004          | 4    | ETU Triathlon European Championships             | Valencia       |          | Europameisterschaft auf der Kurzdistanz                                          |
| 2003          | 18   | ITU Triathlon World Championships                | Queenstown     |          |                                                                                  |
| 2002          | 6    | ITU Triathlon World Championships                | Cancún         |          |                                                                                  |

| Datum/Jahr | Rang | Wettbewerb     | Austragungsort | Zeit | Bemerkung       |
| ---------- | ---- | -------------- | -------------- | ---- | --------------- |
| 2008       | 3    | Xterra Germany | Olbersdorf     |      | Cross-Triathlon |

| Datum/Jahr | Rang | Wettbewerb                             | Austragungsort | Zeit | Bemerkung |
| ---------- | ---- | -------------------------------------- | -------------- | ---- | --------- |
| 2008       | 2    | Deutsche Meisterschaft Wintertriathlon | Oberstaufen    |      |           |